# Oliver Oravec
Oliver Oravec (31. května 1941 Liptovský Mikuláš – 9. července 2014 Poprad-Matejovce) byl zubní lékař, tajný kněz ze společenství koinótés, později sedevakantistický biskup a tvrdý odpůrce II. vatikánského koncilu.

## Život
Oliver Oravec se narodil v silně konzervativní katolické rodině 31. května 1941 v Liptovském Mikuláši. Po II. světové válce se jeho rodina přestěhovala do Prešova, kde navštěvoval základní školu a gymnázium. Po maturitě vystudoval Lékařskou fakultu Univerzity Pavla Jozefa Šafárika v Košicích. Jako mladý stomatolog v polovině 60. let navázal kontakt s biskupem Felixem Maria Davídkem, který ho 18. února 1968 tajně vysvětil na kněze.
V roce 1979 emigroval do Itálie a následně do Kanady. V emigraci vstoupil do noviciátu Společnosti Ježíšovy. Silně konzervativní Oliver Oravec těžce nesl progresivní trendy některých jezuitů, což jej přivedlo k opuštění jezuitské formace a ke spolupráci s lefébristy (SSPX). Po asi dvouleté spolupráci s SSPX se přidal k skupině biskupa Roberta McKenny, který ho 21. října 1988 konsekroval na biskupa.
V roku 1990 se Oliver Oravec vrátil do Československa, kde se snažil propagovat sedesvakantismus. V Čechách vedl dvě tradicionalistické skupiny založené ThDr. Ottou Katzerem, v Jablonci nad Nisou a v Praze. Na Slovensku působil v Prešově a v Popradě. Striktně odmítal náboženskou svobodu a ekumenismus, platnost všech svátostí udílených ve formě schválené papežem Pavlem VI., jako i platnost papežů po roce 1958. Tvrdil, že po smrti papeže Pia XII. je papežský úřad trvale uprázdněný, sede vacante (proto sedevakantista). S učením Katolické církve po 2. vatikánském koncilu se objektivně rozešel (odmítal jak magistérium, tak i hierarchii). Pro šíření svých názorů využíval zejména diskusní portály, zejména christnet.sk. Jeho působení bylo kritizováno v samotném tradičním hnutí, zejména JUDr. Ing. Břetislavem Klominským, a lefébvristy , kteří dokonce zpochybňovali platnost jeho kněžského, resp. biskupského svěcení. On však jejich tvrzení považoval za hrubé osočování veřejným okružným dopisem.

## Dílo
- Oliver Oravec, Pravda o cirkvi, Poprad 1998, 2002.